# ربیحه ذیاب
ربیحه ذیاب (عربی: ربيحة ذياب؛ زاده: ۱۹۵۴- درگذشته: ۲۰۱۶)، فعال و مبارز فلسطینی از اعضای جنبش فتح در دوران مبارزات این جنبش برای آزادی فلسطین بود. او در سال ۱۹۹۹ موفق به دریافت لیسانس در زمینه علوم و خدمات اجتماعی شد.

## زندان و دستگیری
او به‌دلیل فعالیت‌های مبارزاتیش ۷ بار توسط نیروهای اسرائیلی دستگیر شد و مجموعاً ۷ سال را در زندان‌های اسرائیل گذراند و دو بار نیز تحت اقامت اجباری قرار گرفت. او همچنین به‌مدت ۱۹ سال توسط اسرائیل ممنوع‌الخروج بود.

## مناصب و مسئولیت‌ها
بعد از تشکیل دولت فلسطین مناصبی چون وزارت امور زنان در دولت و نمایندگی پارلمان فلسطین را به‌عهده داشت. ربیحه ذیاب همچنین از رهبران اتحادیه سراسری زنان فلسطین بود. ربیعه در سال ۲۰۰۵ نیز مدتی جانشین وزیر ورزش و جوانان فلسطین بود.

## عضویت‌های عمومی و مسئولیت‌های افتخاری
- معاون و عضو دفتر اجرایی کمیته زنان در سازمان کنفرانس اسلامی
- عضو بخش امور اجتماعی (اداره زنان) در اتحادیه عرب
- عضو شورای مشورتی جنبش فتح در سال ۲۰۰۷
- معاون رئیس کنفرانس سراسری انتخابات اتحادیه زنان فلسطین
- رئیس کمیته نظارت بر آماده‌سازی انتخابات[۴][۵]

## درگذشت
ربیحه در آوریل سال ۲۰۱۶ درگذشت و در روستای دورا القرع در شمال رام‌الله بخاک سپرده شد.
جنبش فتح در مورد درگذشت او گفت: با وفات ذیاب، جنبش فتح یک زن آهنین که عمرش را فدای خدمت به آرمان و وطنش نمود از دست داد.